# Óss (runa)
| Nombre            | Protonórdico    | Anglosajón   | Anglosajón | Anglosajón | Nórdico antiguo            | Nórdico antiguo |
| Nombre            | *Ansuz          | Ós           | Ác         | Æsc        | Óss                        |                 |
| Nombre            | "As (dios)"     | "dios"       | "roble"    | "fresno"   | "dios"                     |                 |
| Forma             | Futhark antiguo | Futhorc      | Futhorc    | Futhorc    | Futhark joven              |                 |
| Forma             |                 |              |            |            |                            |                 |
| Unicode           | ᚨ U+16A8        | ᚩ U+16A9     | ᚪ U+16AA   | ᚫ U+16AB   | ᚫ ᚬ ᚭ U+16AB U+16AC U+16AD |                 |
| Transliteración   | a               | o            | a          | æ          | o                          | o               |
| Transcripción     | a               | o            | a          | æ          | ą, o                       | ą, o            |
| SonidoAFI         | [a(ː)]          | [o(ː)]       | [ɑ(ː)]     | [æ(ː)]     | [ɑ̃], [o(ː)]                | [ɑ̃], [o(ː)]     |
| Puesto alfabético | 4               | 4            | 25         | 26         | 4                          | 4               |
| Ætt               | Ætt de Freyr    | Ætt de Freyr | Ætt de ác  | Ætt de ác  | Ætt de Freyr               |                 |

Óss es el nombre en nórdico antiguo de la runa que representa la «o» en el alfabeto futhark joven, y este nombre probablemente proceda del término Æsir (dioses). El nombre protonórdico de esta runa, en el futhark antiguo, se ha reconstruido lingüísticamente como *ansuz y representaba a la letra «a».
La forma de la runa proviene probablemente de la letra «a» del neo-etrusco (), como la letra latina A, que su vez deriva de la letra álef del alfabeto fenicio.
El nombre de la letra equivalente  en el alfabeto gótico es ahsa. El nombre germánico de la runa podría por ello provenir o bien de ansuz «dios, uno de los Æsir», o bien ahsam «espiga».

## Poemas rúnicos
Su nombre ha sobrevivido en el poema rúnico islandés como Óss, aunque refiriéndose específicamente a Odín, e identificado con Júpiter:
| Poema rúnico:                                                                                                 | Traducción: |
| Noruego antiguo Óss er flæstra færða fo,r; en skalpr er sværða.                                               | El estuario en el camino de la mayoría de los viajes pero la vaina es el de las espadas.                                                                |
| Islandés antiguo Óss er algingautr ok ásgarðs jöfurr, ok valhallar vísi. Jupiter oddviti.                     | Odín es un dios anciano y el príncipe del Asgard y el señor del Valhalla. el jefe de Júpiter.                                                           |
| Anglosajón Os byþ ordfruma ælere spræce, wisdomes wraþu ond witena frofur and eorla gehwam eadnys ond tohiht. | La boca es la fuente del lenguaje, un pilar de sabiduría y una comodidad para los hombres sabios una bendición y una alegría para todos los caballeros. |

En el poema rúnico noruego óss tiene el significado de «estuario» mientras que en el anglosajón, el nombre para el futhorc, ós tiene el mismo significado que en latín «boca». 

## Variantes
En el idioma anglosajón se produjo un cambio en la pronunciación de las vocales por lo que «ós» pasó a representar el sonido «o». Además en el futhorc se añadieron cinco runas para representar los sonidos de las vocales largas y los diptongos. Dos de ellas son variantes de óss. La primera es la runa æsc , que significa fresno, para representar el diptongo «æ». La ligadura latina Æ del inglés antiguo se llamó æsc por esta runa. Y la otra runa es ác, que significa "roble", para representar el sonido /ɑ(ː)/.

### Futhark noruego

Variaciones de la runa óss para el futhark joven.

Un cambio fonético similar ocurrió en el nórdico antiguo por lo que óss dejó de utilizarse para representar a la «a» y pasó a representar a los sonidos «o» y «ą», sin producir más desdoblamientos de signo, aunque se usaran muchas variantes de esta runa, el elegido en cada caso representaba a ambos. Paralelamente se produjo otro cambio fonético que produjo que se creara en el futhark joven la nueva runa ar (), para representar al fonema /a (ː)/, a partir de la runa jeran tras perder ésta el sonido prevocálico «*j-».

## Ætt de ác
Los alfabetos rúnicos se subdividían en grupos denominados ætts (familias) que se nombraban por la letra que los encabezaba. Sólo el futhorc, que era más largo, tenía un cuarto ætt, el ætt de ác. En la versión del futhorc de 28 letras constaba de 4 runas: ác, æsc, yr y ear. En la versión de 29 runas se le agregaría ior.